# Müller-Schelfeis
Koordinaten: 67° 15′ S, 66° 52′ W
Das Müller-Schelfeis ist ein antarktisches Schelfeis vor der Loubet-Küste des Grahamlands im Norden der Antarktischen Halbinsel. Es liegt südwestlich des Hooke Point in der Dowdeswell Bay im Südwesten des Lallemand-Fjords an der Arrowsmith-Halbinsel. Gespeist wird es durch den Brückner-Gletscher und den Antevs-Gletscher. Die vom British Antarctic Survey zwischen 1950 und 2008 ermittelten Werte zeigen beim Müller-Schelfeis und anderen Schelfeisen der Antarktischen Halbinsel einen massiven Rückgang der Eismasse.
Das UK Antarctic Place-Names Committee benannte das Schelfeis 1981 nach dem Schweizer Glaziologen Fritz Müller (1926–1980).